# Pèndol físic
Un  pèndol físic  o  pèndol compost  és qualsevol cos rígid que pugui oscil·lar lliurement en el camp gravitatori al voltant d'un eix horitzontal fix, que no passa pel seu centre de massa.

## Deducció del període

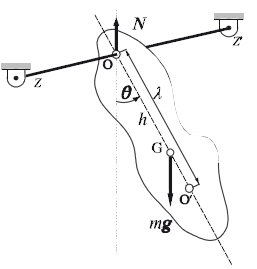
Figura 1. Pèndol físic ..

El pèndol físic és un sistema amb un sol grau de llibertat, el corresponent a la rotació al voltant de l'eix fix Z-Z'  (Figura 1). La posició del pèndol físic queda determinada, en qualsevol instant, per l'angle θ que forma el pla determinat per l'eix de rotació (Z-Z' ) i el centre de gravetat (G) del pèndol amb el pla vertical que passa per l'eix de rotació.
Anomenarem {\displaystyle h\,} a la distància del centre de gravetat (G) del pèndol a l'eix de rotació Z-Z' . Quan el pèndol està desviat de la seva posició d'equilibri (estable) un angle {\displaystyle \theta \,}, actuen sobre ell dues forces ({\displaystyle mg\,} i {\displaystyle N\,}) el moment resultant respecte a l'eix Z-Z'  és un vector dirigit al llarg de l'eix de rotació Z-Z' , en el sentit negatiu d'aquest; p.e.,

(1){\displaystyle M_{\text{i}}=-mgh\sin \theta \,}

Si és {\displaystyle I_{\text{O}}\,} el moment d'inèrcia del pèndol respecte a l'eix de suspensió Z-Z'  i anomenem {\displaystyle {\ddot {\theta }}} a l'acceleració angular del mateix, el teorema del moment angular ens permet escriure l'equació diferencial del moviment de rotació del pèndol:

(2){\displaystyle -mgh\sin \theta =I_{\text{O}}{\ddot {\theta }}}

que podem escriure en la forma

(3){\displaystyle {\ddot {\theta }}+{mgh \over I_{\text{O}}}\sin \theta =0}

que és una equació diferencial de segon ordre, del mateix tipus que la que trobem per al pèndol simple.
En el cas que l'amplitud angular de les oscil·lacions sigui petita, podem posar sen θ  ≈  θ  i l'equació (3) adopta la forma

(4){\displaystyle {\ddot {\theta }}+{mgh \over I_{\text{O}}}\theta =0}

que correspon a un moviment harmònic simple.
El període de les oscil·lacions és

(5){\displaystyle T=2\pi {\sqrt {I_{\text{O}} \over mgh}}}

## Longitud reduïda
Sempre és possible trobar un pèndol simple amb un període igual al d'un pèndol físic donat; tal pèndol simple rep el nom de pèndol simple equivalent i la seva longitud λ rep el nom de longitud reduïda del pèndol físic. Utilitzant l'expressió del període del pèndol simple de longitud  λ , podem escriure

(6){\displaystyle T=2\pi {\sqrt {I_{\text{O}} \over mgh}}=2\pi {\sqrt {\lambda  \over g}}}

i, per tant, tenim

(7){\displaystyle \lambda ={I_{\text{O}} \over mh}}

Així, pel que fa al període de les oscil·lacions d'un pèndol físic, la massa del pèndol pot imaginar concentrada en un punt (O' ) la distància a l'eix de suspensió és  λ . Aquest punt rep el nom de centre d'oscil·lació. Tots els pèndols físics que tinguin la mateixa longitud reduïda  λ  (respecte a l'eix de suspensió) oscil·laran amb la mateixa freqüència; i la freqüència del pèndol simple equivalent de longitud  λ .

## Punts conjugats
És convenient substituir en l'expressió (5) el valor del moment d'inèrcia  I O del pèndol respecte a l'eix de suspensió Z-Z'  pel moment d'inèrcia  IG del cos respecte a un eix paral·lel a l'anterior que passi pel centre de gravetat del pèndol. Així, servint-nos del teorema de Steiner, i anomenant K al radi de gir del cos respecte a aquest últim eix, podem escriure

(8){\displaystyle I_{\text{O}}=I_{\text{G}}+mh^{2}=mK^{2}+mh^{2}=m(h^{2}+K^{2})\,}

de manera que l'expressió (5) es transforma en

(9){\displaystyle T=2\pi {\sqrt {{h^{2}+K^{2}} \over gh}}}

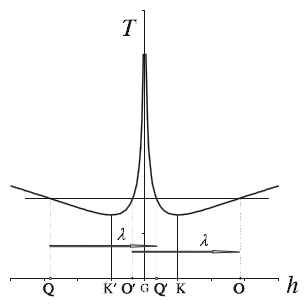
Figura 2. Representació gràfica de la dependència del període amb la distància entre el centre de suspensió (O) i el de gravetat (G).

A la Figura 2 hem representat gràficament la funció  T  ( h ). Obtenim una corba amb dues branques, que corresponen a col·locar l'eix de suspensió a un costat o un altre del centre de gravetat del cos. Com ambdues branques són simètriques respecte a l'eix vertical, a la pràctica n'hi haurà prou amb fer observacions a un sol costat del CDG. Com queda ben manifest en la representació gràfica de Figura 2. El període de les oscil·lacions presenta un valor mínim per a un cert valor de la distància  h  existent entre el centre de gravetat i l'eix de suspensió. A partir de l'expressió (9) és fàcil demostrar que el valor mínim del període es presenta quan h =  K , és a dir, quan la distància entre el CDG i l'eix de suspensió coincideix amb el radi de gir respecte a un eix que passa pel CDG.
La gràfica de la Figura 2 també posa de manifest que per a un valor del període  T > T  mín  hi ha quatre punts (O, O' , Q, Q' ) tals que en fer passar per ells l'eix de suspensió (en direccions paral·leles entre si) les oscil·lacions del pèndol físic tindran el mateix període. De la simetria de la gràfica de la Figura 2 es dedueix que els punts O i Q, són equidistants del centre de gravetat del cos, i que el mateix passa per als punts O'  i Q' . A més, atès que la distància que separa els punts O i O' , és a dir, O-O' = λ, és la mateixa que separa els punts Q i Q' (Q-Q' = λ), diem que els punts O i O' són conjugats entre si, i el mateix diem dels punts Q i Q' . Vegem a què obeeix aquesta denominació.
Quan el pèndol oscil·la al voltant d'un eix horitzontal que passa pel punt O, dit punt rep el nom de centre de suspensió, i el punt O' , que es troba a una distància  λ  del punt O, rep el nom d'centre d'oscil·lació.
El centre d'oscil·lació rep també el nom de centre de percussió perquè quan s'aplica a ell una percussió (impuls produït per una força de curta durada) el seu conjugat, és a dir, el centre de suspensió, no acusa percussió alguna. El cos tendeix a girar al voltant del centre de suspensió tot i que no passi per ell cap eix fix.
Si ara fem passar l'eix de suspensió pel punt O' , de manera que sigui paral·lel a l'anterior eix de suspensió, el punt O'  passa a ser el punt de suspensió, mentre que el punt O passa a ser el centre d'oscil·lació. Tots dos punts han permutat entre si els seus papers, per això es diu que són conjugats. El mateix podem dir per als punts Q i Q' . Els resultats anteriors constitueixen l'anomenat Teorema de Huygens (1629-1695), que podem enunciar de la manera següent:
La longitud reduïda d'un pèndol físic no varia quan el centre d'oscil·lació O'  passa a ser centre de suspensió (O), ja que tots dos punts permuten entre si els seus papers. El període del pèndol serà el mateix en ambdós casos.
Aquesta propietat s'aprofita per a la construcció de l'anomenat pèndol reversible de Kater, instrument que permet mesurar el valor de l'acceleració gravitatòria amb gran precisió.

## Demostració del Teorema de Huygens
Hem demostrat el teorema de Huygens a partir d'unes consideracions semi-qualitatives sobre la simetria de les dues branques de la corba que representa la funció  T  ( h ). Vegem ara una demostració analítica més rigorosa. Considerem que l'eix de suspensió del pèndol passi pel punt O, situat a una distància h del centre de gravetat del cos. Combinant les expressions (7) i (8), la longitud reduïda del pèndol, respecte a aquest eix de suspensió, pot expressar-se en la forma

(10){\displaystyle \lambda ={I_{\text{O}} \over mh}={I_{\text{G}}+mh^{2} \over mh}={mK^{2}+mh^{2} \over mh}={h^{2}+K^{2} \over h}=h+{K^{2} \over h}}

Ara, fem passar l'eix de suspensió per un altre punt, situat sobre la recta O-G i que es trobi a una distància  h  'del centre de gravetat de manera que el període de les oscil·lacions sigui el mateix que abans; això equival a dir que la longitud reduïda del pèndol, respecte a aquest nou eix de suspensió, és la mateixa que anteriorment ( λ  =  λ'  ). Podem escriure

(11){\displaystyle \lambda ={h^{2}+K^{2} \over h}={h'^{2}+K^{2} \over h'}={h^{2}-h'^{2} \over h-h'}={(h+h')(h-h') \over (h-h')}}

on hem fet ús de la següent propietat de les proporcions {\displaystyle \textstyle \quad {a \over b}={c \over d}={a\pm c \over b\pm d}} i, per tant,

(12){\displaystyle \lambda (h-h')=(h+h')(h-h')\,}

equació que té dues solucions:
1. Pot ser  h  =  h'   '; i, es tracta del punt Q, situat a l'altra banda del centre de gravetat i a la mateixa distància d'aquest que el punt O.
2. En el cas que sigui  h  ≠  h'   ', dividint per ( h  -  h'  ) ambdós membres de la igualtat (12) i tenint en compte (10), ens quedarà:

(13){\displaystyle \textstyle \lambda =h+h'\quad \rightarrow \quad h'=\lambda -h={K^{2} \over h}\quad \rightarrow \quad hh'=K^{2}}

corresponent la distància  h'   a la posició del punt O' , conjugat de l'O, que està situat a l'altra banda del centre de gravetat i de manera que la suma de distàncies al mateix ( h + h' ) és la longitud reduïda ( λ ) del pèndol.